# Illubabor (province)
Pour les articles homonymes, voir Illubabor (homonymie).
La province d'Illubabor était une des provinces de l'Éthiopie. Sa capitale était d'abord Gore puis vers 1978, elle est déplacée à Metu. Le nom « Illubabor » viendrait de deux mots oromos : « Illu », le nom d'un endroit et « Ababor », le nom d'une personne ; « Illu Ababor » est donc une zone appelée « Illu » et appartenant à « Ababor ». Depuis 1995, la province a été divisée entre la région Gambela, la région Oromia et la région des nations, nationalités et peuples du Sud.

## Awrajas
La province d'Illubabor était divisée en 5 awrajas.
| Awraja      | Capitale administrative | Répartition dans les zones actuelles                                       |
| ----------- | ----------------------- | -------------------------------------------------------------------------- |
| Buno Bedele | Bedele                  | - Buno Bedele (Oromia) - Illubabor (Oromia)                                |
| Gambela     | Gambela                 | - Anuak (Gambela) - Nuer (Gambela) - Itang (Gambela)                       |
| Gore        | Gore                    | - Illubabor (Oromia)                                                       |
| Mocha       | Masha                   | - Sheka (Éthiopie du Sud-Ouest) - Mezhenger (Gambela) - Illubabor (Oromia) |
| Sor et Geba | Metu                    | - Illubabor (Oromia)                                                       |